# Boerentabak

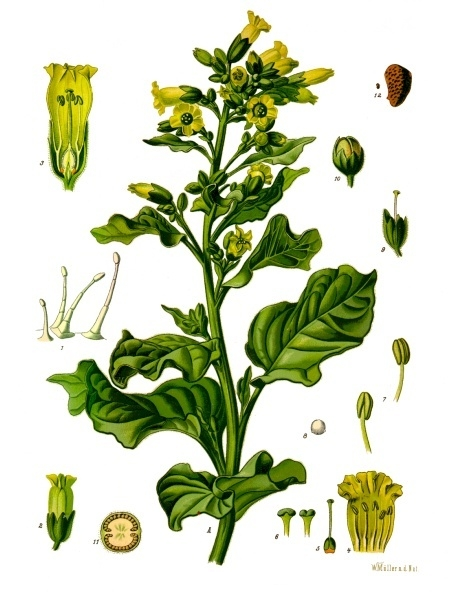
Botanische afbeelding uit Köhler's Medizinal-Pflanzen

De boerentabak (Nicotiana rustica) is een eenjarige plant uit de nachtschadefamilie. De plant komt van nature voor in Peru. 
Evenals met de verwante Nicotiana tabacum kan uit de bladeren van de boerentabak tabak vervaardigd worden. 

## Kenmerken

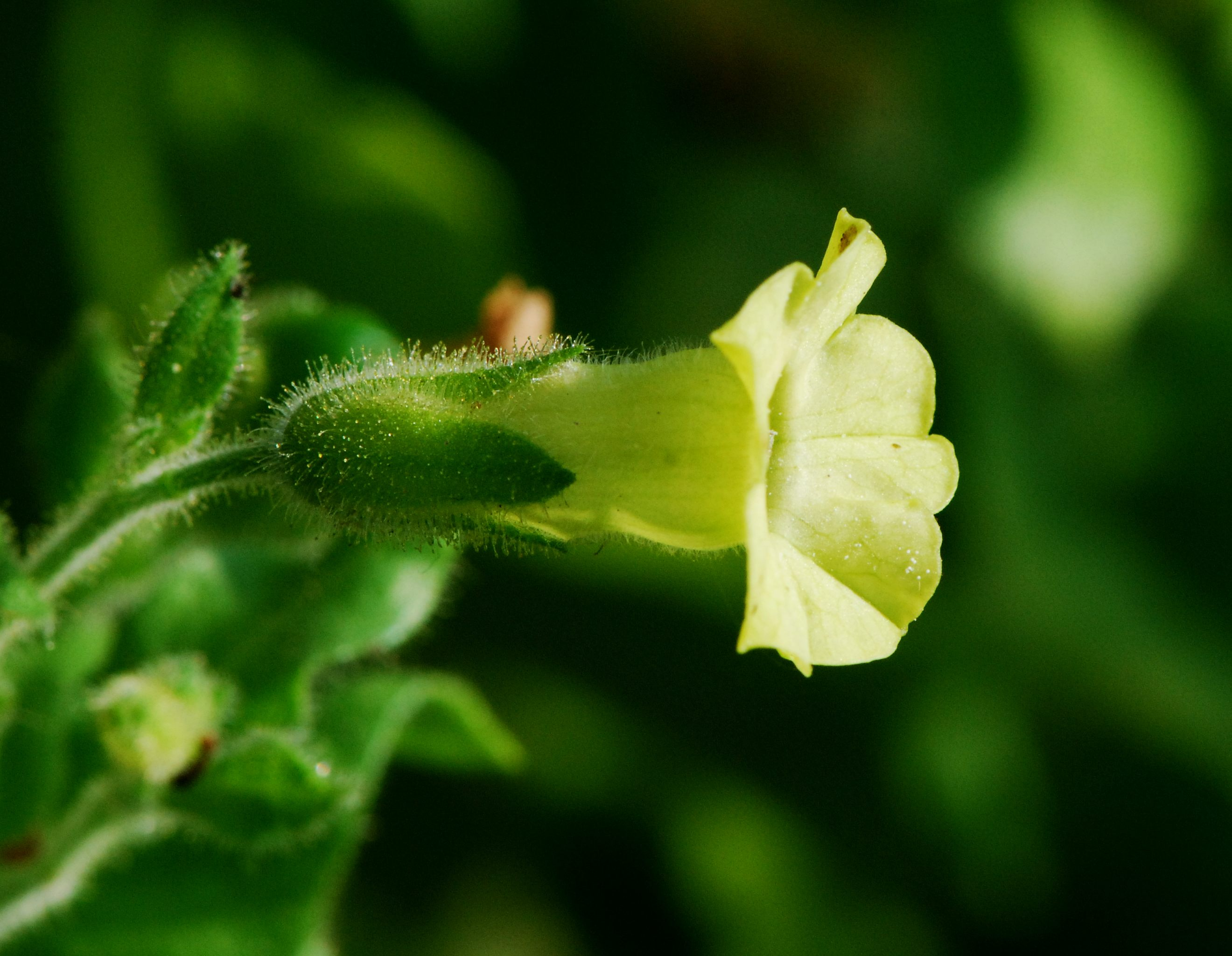

De plant wordt meestal 40-60 cm hoog, bij uitzondering tot 120 cm. De bladeren en stelen zijn met haartjes bedekt. De bladeren zijn eivormig en 10-30 cm lang, de bladsteeltjes 5-15 cm lang. De bloemtjes zijn groengeel, bekervormig met vijf bloemblaadjes. De zaadjes hebben een bruine kleur en zijn max. 1 mm lang.
De bladeren van de boerentabak bevatten tot 9% nicotine (ter vergelijking: de normale tabaksplant 1-3 %).

## Oorsprong en verspreiding
In Ecuador, Peru en Bolivia komt de plant oorspronkelijk in het wild voor, maar zijn verspreidingsgebied is vergroot naar Venezuela, Centraal-Amerika en ook de Verenigde Staten, door handelsbetrekkingen met de inheemse volkeren.

## Gebruik

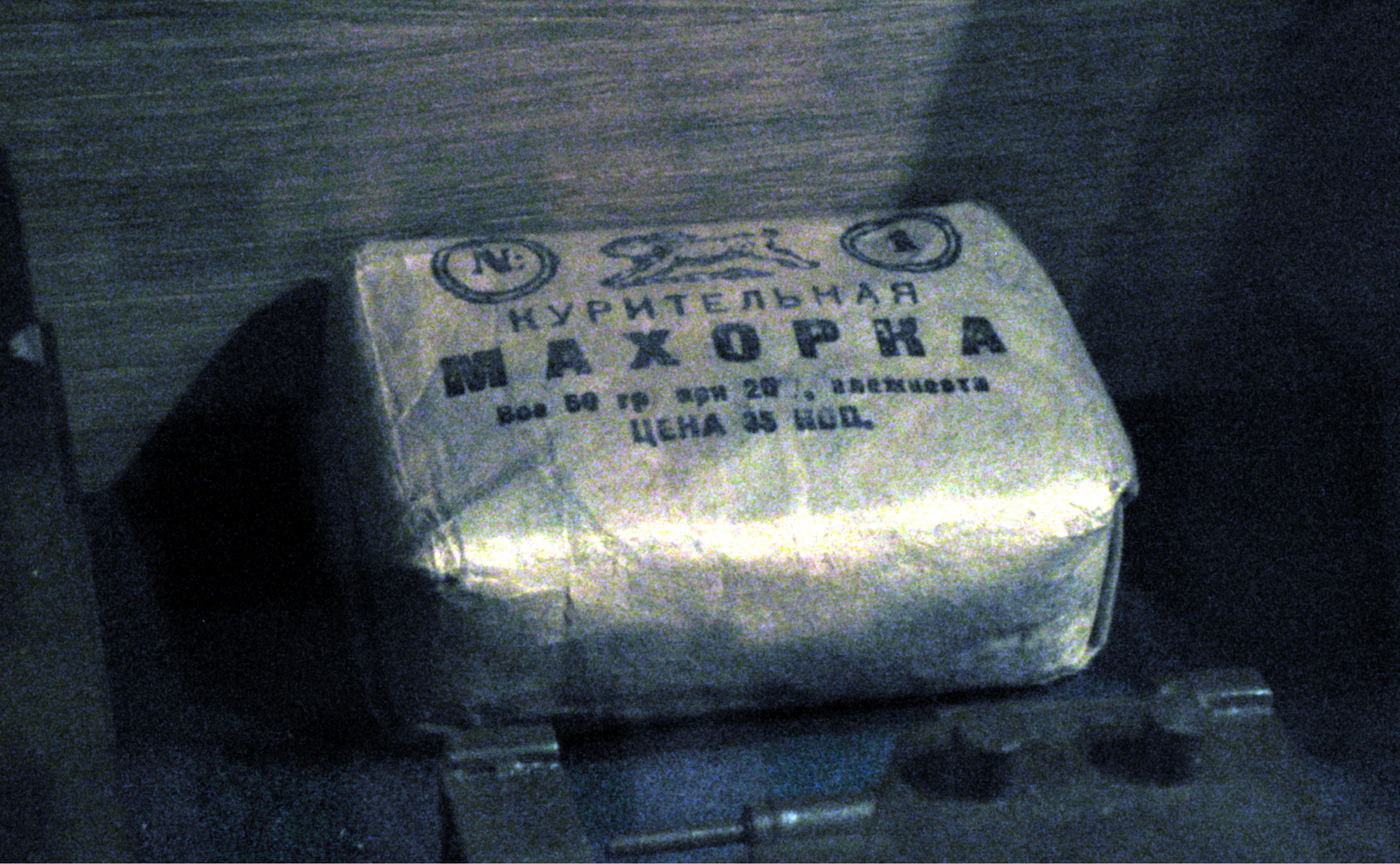
Een pakje machorka uit de Tweede Wereldoorlog

Bij de indianen in Zuid- en Centraal-Amerika werd de boerentabak traditioneel gedroogd en vermengd met andere kruiden om "rapé", een snuiftabak, te maken.
De rooktabak van de boerentabaksplant wordt "machorka" (Russisch: махорка) genoemd en werd vroeger veel in Rusland geproduceerd.
Door het hoge nicotinegehalte wordt de plant ook in de onkruidbestrijding ingezet.